# 弗斯蒂夫高原
79°24′S 157°30′E / 79.400°S 157.500°E
弗斯蒂夫高原（英語：Festive Plateau）是南極洲的高原，位於奧次地，處於朗赫斯特山以北，長20公里、寬6公里，海拔高度超過2,200米，由英聯邦探險隊命名，現時由南極條約體系管理。